# Potamoganos
Potamoganos é um género botânico pertencente à família Bignoniaceae.

## Espécie
Potamoganos microcalyx